# 山本卯太郎

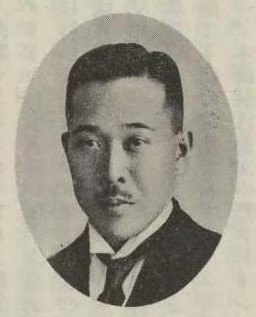
山本卯太郎

山本 卯太郎（やまもと うたろう、1891年（明治24年）6月15日 - 1934年（昭和9年）4月20日）は、大正末期から昭和初期の橋梁技術者。複雑な構造をもつ可動橋を得意とし、多数の跳上橋を設計。数学の手法を用いて、可動橋の動的なメカニズムを解析。新技術を開発し、独自の発展を遂げた可動橋分野を牽引した人物。

## 来歴
名古屋高等工業学校を卒業後、米国に渡航し、4年間橋梁を研究。1919年（大正8年）、山本工務所を興す。1927年（昭和2年）2月に竣工した名古屋港跳上橋（登録有形文化財、1999年（平成11年）2月17日登録）、1931年（昭和6年）12月に竣工した末広橋梁（重要文化財、1998年（平成10年）12月25日指定）を設計。
名古屋高等工業学校で教鞭をとり、後進の育成にも努める。1931年（昭和6年）に体調を崩したが、回復。1932年（昭和7年）頃から、おもに近畿方面や日本国外での設計・製作に携わるが、出張先で倒れ、1934年（昭和9年）4月20日に急逝。

## 設計橋梁（国内）
- 1926年（大正15年） 隅田川駅跳上橋[8]（東京都荒川区） カウンターウエイト: 約75 トン（可動部重量: 約40 トン[9]）
- 1926年（大正15年） 正安橋[10]（大阪市此花区）
- 1927年（昭和2年） 名古屋港跳上橋[11]（名古屋市港区）
- 1928年（昭和3年） 栄橋（香川県坂出市）
- 1929年（昭和4年） 古川可動橋[12]（東京都港区）
- 1930年（昭和5年） 福島新橋[13]（徳島県徳島市）
- 1931年（昭和6年） 末広橋梁[14]（三重県四日市市） カウンターウエイト: 約24 トン（可動部重量: 約48 トン）

隅田川駅跳上橋・正安橋は、ほぼ同時期に竣工し、日本初の跳上橋である。
名古屋港跳上橋は、日本で現存する最古の跳上橋である。
末広橋梁は、可動橋として初の重要文化財指定。

## 新技術の開発

### 内容
- 昇降用動力の大幅な軽減などを実現する新システムの考案

### 論説報告について
山本卯太郎は、1928年（昭和3年）12月発行の『土木学会誌』に論説報告を発表した。
- 次のことを実現できるリンク・バランス・システム[18]を考案して実用化する。
  - 従来の跳上橋と比べ {\displaystyle {\frac {1}{4}}} 程度[19]の動力で昇降可能[20]
  - 終始一定な動力[21]など
- 昇降時の動的なメカニズムを解析。論理的帰結に基づいて解析した特種曲線[22]を単純化することにより、新システム採用の跳上橋における細かな設計値算出を可能にする。
  - 研究の経緯など
  - 非線形偏微分方程式などを立てて解析
  - 栄橋の設計値に応用[23]
  - 架設概況（動力、経済性、施工の様子、設計図面など）

ここでいう鋼索とは、可動部橋桁とカウンターウエイトを単に連結するための鋼索（ケーブル）という意味ではない。従来の跳上橋も、可動部橋桁とカウンターウエイトを鉄骨アームやケーブルで連結するなどにより、「動力の軽減など」を図っていた。

これに対して、山本卯太郎は、特種曲線を用いるなど、数学的な解析に力点をおいている。すなわち、可動部橋桁での作用点が、特種曲線に沿って動くようにするため、可動部橋桁とカウンターウエイト間で、鋼索を利用して離散的な点を順次に連結できるようにし、この新たな考案の目的である「動力の大幅な軽減など」を実現したのである。

### 新システム採用の橋梁
- この跳上橋のことを鋼索型跳上橋といい、栄橋（道路橋）・福島新橋（道路橋）・末広橋梁（鉄道橋）が該当する。
- 新システム採用の末広橋梁において、可動部重量に対するカウンターウエイトの割合は約 {\displaystyle {\frac {24}{48}}} である。一方、隅田川駅跳上橋の場合、カウンターウエイトを支える鉄骨アームの重量を仮に無視[27]しても、同様の割合は約 {\displaystyle {\frac {75}{40}}} となる。

ここで、共に山本卯太郎の設計橋梁であるが、（同じ可動部重量に対する）カウンターウエイトを比較してみると
{\displaystyle {24 \over 48}\div {75 \over 40}={24 \over 48}\times {40 \over 75}=0.2{\dot {6}}}　　（ なお、 {\displaystyle {\frac {1}{4}}=0.25}  である。 ）　であるから
{\displaystyle {\frac {1}{4}}}  までにはなっていないが、 {\displaystyle {\frac {1}{4}}} 程度に軽減されている。
末広橋梁は、隅田川駅跳上橋の {\displaystyle {\frac {1}{4}}} 程度のカウンターウエイトで機能を果たせることになる。
- 福島新橋についての文献[13]にも、次のような技術的な記載がある[29][30]。

- 山本式跳上橋[17]、山本式鋼索型自動平衡跳上橋、リンク・バランス・バスキユールは、鋼索型跳上橋の別称である。

## 新技術の開発（続）

### 内容
- 自動連動装置と制限歯車による動力制御の考案

## 参考
- エピソードなどは次の通り。
  - 実直な性格。体面を重んじ、常にきちんとした服装で外出した。何事にも気概を持って臨んだ。思い立つとすぐ実行しなければ気が済まなかった。
  - 1929年（昭和4年）4月、自分の考案[17]に対して、内容を理解せず、誹謗中傷を行っている者がいることを知らされ、憤慨。同年1929年（昭和4年）の5月、山本工務所の本社機能を、本宅の東京芝公園から大阪の此花区春日出町に移した。古川可動橋を最後に、東京には可動橋を架設することはなかった。一応、東京京橋にも連絡所（営業所）を置くが、他の地域での仕事に忙しい日々を送った。名古屋には、南区西築港北倉町に営業所があった。
  - 普段は家族・使用人・書生にやさしく接していた。本宅に帰宅した卯太郎は、居間に置いてあった大福餅を一つ食べ終わると、大福餅を一つつかんで玄関まで行き、それを玄関のたたきに投げつけた。多数の使用人たちを前に、「この大福餅が食べられるようにきれいにしなければならない。」と大声で叱責。玄関の黒御影石には、少し泥が付いていた。また、庭で青焼きを乾かし、設計図面を見ながら、書生たちと楽しく歓談することも多かった。好物の稲荷寿司を施工現場での昼食によく持参し、作業の人々に分けた。
  - 卯太郎のことを心配している幼い我が子に、「おとうさまは、お隣や満州に世界一の可動橋という橋をつくりに行っているのです。心配してはいけません。心配すると、逆におとうさまが心配されますよ。」と、母親が諭した。朝から、繰り返し母親や使用人に尋ねていたが、ぴったり言わなくなった。しかし、涙を浮かべていた。「いまに、みんなを連れて行ってくださるので、世界一の橋を見ることが出来ますよ。」と付け加えた。
- 1934年（昭和9年）5月発行の『土木建築工事画報』に掲載された追悼文[34]の一節に次のようなことが記されている[35]。